# NGC 2239
NGC 2239 is een deel van de Rozettenevel, die zich bevindt in het sterrenbeeld Eenhoorn. Het hemelobject werd op 28 maart 1830 ontdekt door de Britse astronoom John Herschel. Het deel van deze nevel wordt ook wel aangeduid met NGC 2244, maar dit is in feite de open sterrenhoop, die reeds op 17 februari 1690 ontdekt werd door de Britse astronoom John Flamsteed.

## Synoniemen
- OCL 515